# تخفيف الأغار
تخفيف الآجار (الأغار) هو أحد طريقتين (إلى جانب تخفيف المرق) يستخدمها الباحثون لتحديد الحد الأدنى من التركيز المثبط للمضادات الحيوية. إنها طريقة التخفيف الأكثر استخدامًا لاختبار فعالية المضادات الحيوية الجديدة عندما يتم اختبار عدد قليل من المضادات الحيوية ضد مجموعة كبيرة من البكتيريا المختلفة.
 

## المعالجة
يتم تخفيف المضاد الحيوي المراد اختباره بالماء لإنتاج سلسلة من التركيزات. ثم يتم دمج الحجم المناسب مع الأجار المذاب لإنتاج لوحات تمثل فيها تركيزات المضادات الحيوية النهائية سلسلة تخفيف ثنائية الطي. بعد ذلك، تضاف البكتيريا المحضرة إلى تركيز قياسي كمكان لكل لوحة، مع 104 وحدة تشكيل مستعمرة (CFU) لكل بقعة. تتيح هذه التقنية اختبار البقع المكررة من نوع بكتيري واحد. 
أو البقع من البكتيريا المختلفة بحيث يمكن اختبار MIC للمضاد الحيوي ضد أنواع متعددة من البكتيريا. تشمل الضوابط الضرورية لوحة تحكم لا تتلقى أي مضادات حيوية وألواح انتشار بكتيرية تثبت أن اللقاح الجرثومي في نطاق التركيز الصحيح. ثم يتم تحضين لوحات التخفيف عند درجة حرارة 37 درجة حرارة مئوية.
ثم يتم تحضين الصفائح لمدة ستة عشر إلى ثمانية عشر ساعة، على الرغم من أن وقت الحضانة قد يكون أقل لمجموعات البكتيريا التي تنقسم بسرعة.:374
بعد الحضانة، يتم فحص الألواح لتحديد ما إذا كان النمو البكتيري قد حدث في البقع الملقحة. يعتبر أقل تركيز للمضادات الحيوية التي تمنع نمو البكتيريا هو الحد الأدنى من التركيز المثبط لتلك المضادات الحيوية ضد تلك البكتيريا.

## الايجابيات
يعتبر تخفيف آجار المعيارالذهبي لاختبار الحساسية، أو الطريقة الأكثر دقة لقياس مقاومة البكتيريا للمضادات الحيوية. يمكن بسهولة استنساخ نتائج تخفيف الأجار ويمكن مراقبتها بتكلفة أرخص بكثير مما هو مطلوب من طرق التخفيف الأخرى. بالإضافة إلى ذلك، يمكن اختبار ما يصل إلى ثلاثين عينة ممرضة (بالإضافة إلى اثنين من عناصر التحكم) في وقت واحد، لذلك يكون تخفيف الأجار مفيدًا في الاختبارات المجمعة.:149

## السلبيات
يجب تطعيم كل صفيحة تخفيف في اختبار الآجار يدويًا باستخدام العامل الممرض ليتم اختباره، لذا فإن اختبار تخفيف الأجار مكثف العمالة ومكلف. :149على عكس اختبارات المرق الدقيق، لا يمكن استخدام تخفيف الأجار لاختبار أكثر من مضاد حيوي واحد في المرة الواحدة.